# Biastes schmidti
Biastes schmidti är en biart som beskrevs av Heinrich 1977. Biastes schmidti ingår i släktet Biastes och familjen långtungebin. Inga underarter finns listade.